# Patronyme basque

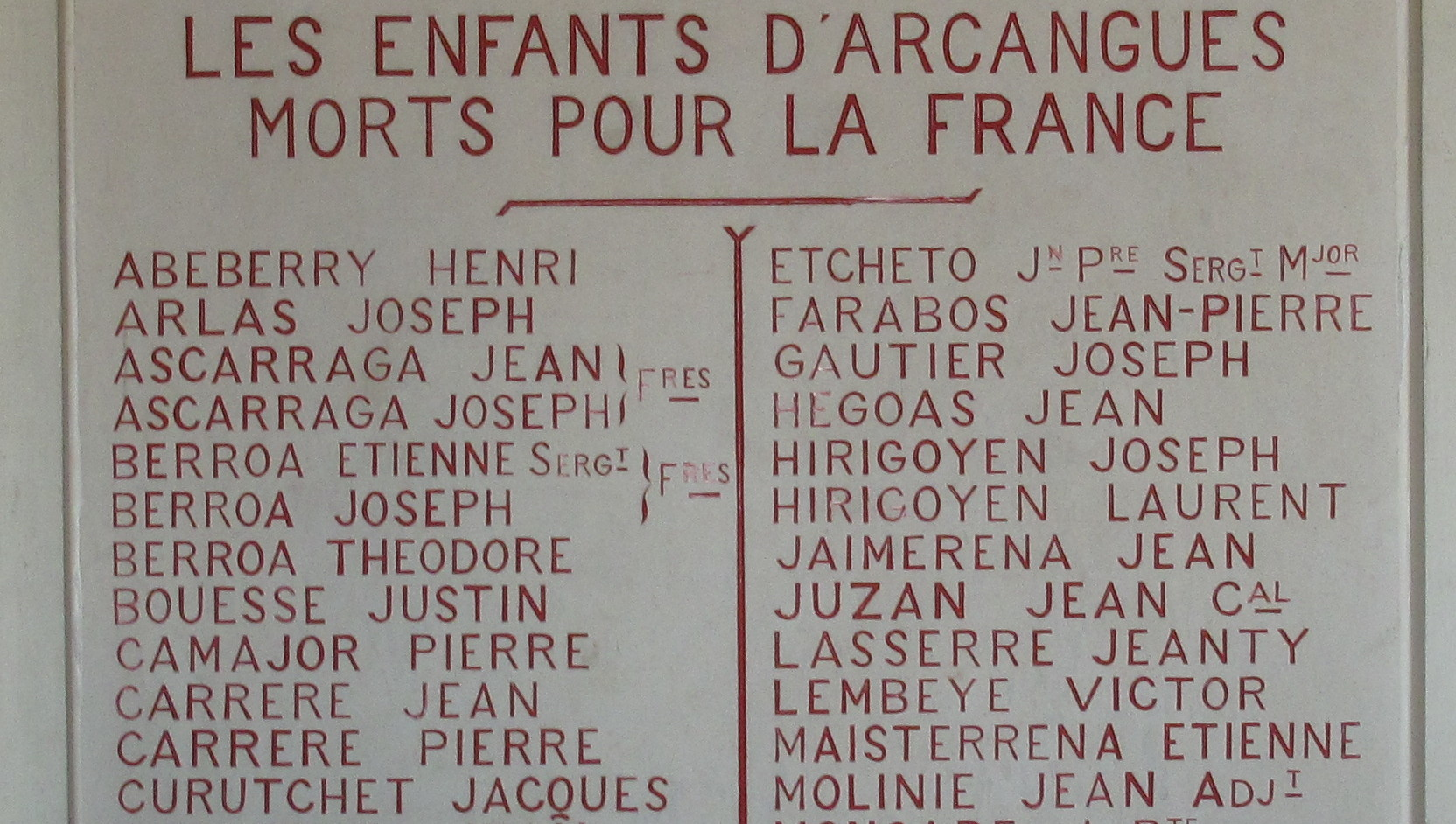
Plaque de commémoration d’une église dans le village basque d’Arcangues, comportant de nombreux exemples de patronymes basques.

Les patronymes basques sont presque toujours des toponymes qui désignent des noms de village, de lieux-dits, de hameaux, de vallées, de montagne et, surtout, noms de maisons. Selon Albert Dauzat « le maximum de fréquence (plus des neuf dixièmes) s'observent en France dans le Pays basque, où presque tous les noms de famille évoquent une localité, un domaine, la maison. Ici, l'homme était dans la dépendance étroite de la terre ; la maison basque était tout ; elle symbolisait la famille et primait l’individu. »
Le gouvernement basque (CAB) a recensé presque 11 000 patronymes basques ou noms de famille en les croisant avec le recensement électoral national, en Euskadi et dans d'autres communautés autonomes.

## Noms basques
Les territoires sous l'influence de la culture basque, principalement le Pays basque et la Haute-Navarre, suivent d'ordinaire la coutume espagnole. Un Basque espagnol bilingue ne portera pas nécessairement un prénom basque, et un Basque hispanophone peut porter un prénom basque ou un hypocoristique basque d'un prénom espagnol officiel.
Toutefois, deux observations notables :
(ⅰ) Certains prénoms et noms basques sont des translittérations dans le basque, comme Ander pour Andrés (André), Iñaki pour Ignacio (Ignace), et Ane pour Ana (Anne). Dans quelques cas, la signification originale du prénom est traduite en basque, comme Zutoia et Zedarri correspondent au Pilar espagnol (« Pilier »). À l'inverse, quelques prénoms basques, tel Xabier and Eneko (Xavier et Inigo) ont été translitérés en espagnol (Javier et Íñigo). Récemment, des prénoms basques sans équivalent direct dans d'autres langues sont devenus populaires, comme Aitor (un patriarche légendaire), Odei (« nuage »), Iker (« enquêter »), et Amaia (« la fin ») ; finalement, d'autres prénoms basques, absents d'une signification espagnole directe, sont uniques à la langue basque : Eneko, Garikoitz, Urko. Les prénoms basques sont prépondérants au Pays basque, en réaction à l'obligation passée sous le régime franquiste qui exigeait des prénoms espagnols ; après le décès de Franco et la restauration de la démocratie, de nombreux adultes changèrent leur prénom espagnol à l'équivalent basque, comme de Miguel à Mikel.
Une source de noms basques modernes est la Deun-Ixendegi Euzkotarra ("Collection de noms des saints basques", publié en 1910), de Sabino Arana. Pour remplacer les adaptations traditionnelles de prénoms européens, il en proposa d'autres qu'il avait inventés et qui, à son avis, étaient plus fidèles aux originaux, et mieux adaptés à la phonologie basque. Par exemple, son frère Luis devient Koldobika, du francique Hlodwig. Le Peru traditionnel (de l'espagnol « Pedro »), Pello ou Piarres (du français « Pierre »), devint Kepa de l'araméen כיפא (Kepha). Il trouvait que le suffixe -[n]e est féminin par nature, et désormais, des prénoms tels que Nekane (« douleur » +ne, « Dolores ») ou Garbine (« propre » +ne, « Immaculée [Conception] ») sont courants parmi les filles basques.
Souvent, un nom de famille basque désigne la maison patronymique du porteur ; par exemple, Etxebarria — « Maison neuve », etxe (« maison ») + barri (« nouveau »), désigne « lié à une ferme ainsi nommée » ; de la même façon, Garaikoetxea — « maison sur les hauteurs”, garai (« hauteur”) + etxe (« maison »). Parfois, le nom désigne non pas  la maison elle-même, mais une caractéristique du lieu, comme Saratxaga — « l'endroit aux saules », saratze (« saule ») + -aga (« emplacement »); Loyola, loï (« boue ») + ola (« forge »); Arriortua — « verger de pierres », harri (« pierre ») + ortua (« verger »). Avant le XXe siècle, tous les Basques nés de père et mère basques et d'origine basque immémoriale étaient considérés nobles (quelques noms basques, comme Irujo et Heredia, étaient apparentés à certaines anciennes familles nobles d'Espagne), et beaucoup d'entre eux usèrent de leur statut pour émigrer avec privilèges aux autres régions de l'empire espagnol, particulièrement aux Amériques, ce qui fit que certains noms basques devinrent courants en Amérique latine ;  Mendoza — mendi + hotza « montagne froide » ;Garmendia — gar + mendi « montagne du feu » ; Salazar — « vieille salle », sala + zahar (salle+vieux); et Heredia — de erdia, « milieu ». Jusqu'en 1978, l'espagnol était la seule langue officielle de l'état civil et les noms basques devaient y être enregistrés selon les règles phonétiques espagnoles (par exemple, le son "ch" espagnol correspondant aux "ts", "tx", ou "tz" du basque, le porteur du nom "Krutxaga" aurait à l'écrire "Cruchaga", la lettre "k" également inutilisée en espagnol) ; alors que la restauration démocratique se terminait avec cette politique, autorisant les noms à être changés officiellement dans leur version basque, nombreux sont ceux qui détiennent encore leur nom écrit à l'espagnole, même au sein d'une famille : un père "Echepare" né avant 1978, et ses enfants, "Etxepare". Cette politique a même changé la prononciation habituelle de certains noms basques. Par exemple, en basque, le "z" maintient un son sibilant semblable au "s", alors que l'espagnol l'a changé ; ainsi, un nom comme "Zabala" aurait une prononciation proche de "sabala", alors qu'en espagnol, puisque le "z" donne un son /θ/ (API), le nom serait lu "/θa.bala/". Mais puisque la lettre "z" existe en espagnol, l'état civil n'a pas forcé les Zabalas à translittérer leur nom, bien que tout non-Basque lirait Zabala à la mode espagnole.
En Biscaye et au Guipuscoa, il n'était pas commun d'adopter le nom d'une localité de résidence, sauf dans le cas des enfants trouvés. Des noms composés basques furent créés de deux noms distincts, comme Elorduizapaterietxe — Elordui + Zapaterietxe, une pratique illustrant la loyauté familiale, ou l'importance égale des deux familles. Cette coutume en arrive parfois à des noms incroyablement longs, car un nom déjà composé peut être pris à son tour pour en créer un autre ; le nom le plus long connu en Espagne est basque, Burionagonatotoricagageazcoechea, formé de Buriona+ Gonatar + Totorika + Beazcoetxea.
(ⅱ) Enfin, le leader nationaliste Sabino Arana inventa une coutume de nommage en inversant l'ordre prénom-nom en ce qu'il pensait plus en accord avec la syntaxe de la langue basque ; la femme Miren Zabala serait donc mentionnée comme Zabala'taŕ Miren — le nom de famille d'abord, allongé du suffixe “-taŕ” qui indique la provenance, puis le prénom — le tout voulant dire « Miren, de la famille Zabala ». La raison en est qu'en basque, un mot décliné (ici, Zabala'taŕ) qui s'applique à un nom commun, est dit avant ce nom-là ; un autre exemple est son propre nom de plume Arana ta Goiri'taŕ Sabin. Cette coutume basque resta dans la littérature nationaliste, et ne connut pas le jour dans les documents officiels dans lesquels la convention castillane demeure.

## Pays basque
En France, 800 000 personnes ont un patronyme basque (1,3 % de la population totale) et 4 400 000 en Espagne (13 % de la population totale). En France, la plus forte concentration de noms de famille basques se trouve dans le département des Pyrénées-Atlantiques. La vaste majorité des personnes ayant un patronyme basque aujourd'hui sont des personnes unilingues espagnoles ou françaises et qui vivent hors du Pays basque. Cependant, la forte majorité des 1 120 000 personnes vivant en Pays basque espagnol (Hegoalde en basque) et ayant un nom basque peuvent exprimer avec plus de facilité leur basquitude et sont le plus souvent bascophones.
Les études de José Aranda Aznar ont trouvé des chiffres surprenants puisque 55 % des Navarrais avaient un nom basque alors que le pourcentage est plus bas en Biscaye (40 %) et en Alava (37 %). Cela prouve qu'il n'y a pas de corrélation entre le fait de se considérer basque et le patronyme basque car c'est en Navarre que le taux d'appartenance à se considérer basque est le plus faible des sept provinces.

## Cas du Pays basque français et du Béarn
Bien que n'appartenant pas à la même famille linguistique que la langue basque, la langue occitane dans sa variété gasconne a été fortement influencé par un substrat bascophone et en partage encore aujourd'hui une partie de son territoire, notamment la région de l'agglomération Bayonne - Anglet - Biarritz. Il en résulte que la formation des noms de famille dans une partie de la Gascogne, notamment dans le Béarn s'est faite sur le même modèle que pour les patronymes basques. Par conséquent, on retrouve souvent à côté de patronymes basques des équivalents directs en gascon (et pas dans le reste de l'Occitanie) jusque dans leur composition,.
Patronyme basque = forme gasconne = traduction en français
- Bordaberry = Bordenave = bergerie neuve
- Etcheverry = Cazenave, Loustaunau =  maison neuve
- Etchegoyen, Etchegoin = Casassus, Cazessus =  maison la plus haute
- Etchebarne = Casayous, Cazajus = La maison de l’intérieur, du centre
- Hirriart, Irriart = Minvielle = Le milieu de la ville, entre les villes
- Hiriburu, Irriburu = Capdeville, Capdevielle, Cabarry = Le bout de la ville
- Jaureguiberry = Casteigneau = Le château neuf
- Sallaberry = Salanave = le château (en Basse-Navarre) neuf